# Aliko
Aliko (em albanês; em grego: Alykòn, Αλυκον) é uma comuna (em albanês:  komuna) da Albânia localizada no distrito de Sarandë, prefeitura de Vlorë.